# Trận Thermopylae
Trận Thermopylae là một trận đánh nổi tiếng trong lịch sử, là một cuộc chạm trán giữa các thành bang Hy Lạp, dưới sự dẫn dắt của Leonidas I xứ Sparta và Đế quốc Ba Tư Cổ đại dưới sự chỉ huy của Xerxes Đại đế kéo dài trong khoảng ba ngày. Trận đánh diễn ra cùng một thời điểm với trận hải chiến Artemisium vào tháng 8 hoặc tháng 9 năm 480 TCN, tại hẻm núi Thermopylae ("Cổng lửa"). Cuộc xâm lược Hy Lạp lần thứ hai của Ba Tư là một hành động đáp trả lại cuộc xâm lược lần đầu tiên đã thất bại sau khi bị quân đội Athens đánh tan tác trong Trận Marathon mười năm về trước. Để chuẩn bị tái xâm lược Hy Lạp, Xerxes đã tập hợp được một đội quân và lực lượng khổng lồ. Vị tướng người Athens Themistocles là người đã đề xuất đánh chặn bộ binh và tàu chiến của Ba Tư tại Thermopylae và Artemisium.
Khoảng 7000 quân Hy Lạp tiến quân lên phía bắc để chặn đánh tại hẻm núi vào mùa hè năm 480 TCN. Theo các nhà sử học thời cổ đại, số lượng quân Ba Tư là nhiều hơn 1 triệu, nhưng thống kê ngày nay nhỏ hơn nhiều (có nhiều kết quả trong phạm vi 70.000-300.000 được đưa ra từ nhiều học giả khác nhau). Quân đội Ba Tư đến đây vào khoảng cuối tháng 8 hoặc đầu tháng 9. Có tới ba trận đánh lớn diễn ra trong bảy ngày, giữa quân Hy Lạp và Ba Tư trước khi tạo nên một cuộc tử chiến tiêu biểu nhất trong lịch sử. Trong vòng hai ngày, một đạo quân nhỏ bé dưới sự chỉ huy của vua Leonidas I của Sparta đã chặn con đường duy nhất mà quân Ba Tư có thể vượt qua để tiến xuống phía Nam. Sau ngày thứ hai, một người tên là Ephialtes đã phản bội lại quân Hy Lạp bằng cách chỉ một lối khác tiến ra phía sau quân Hy Lạp. Sau khi biết mình bị đánh úp, Leonidas điều lại tất cả các quân đội Hy Lạp và chỉ giữ lại 300 quân Sparta, 700 quân Thespiae và 400 quân Thebes hoặc có lẽ là vài trăm người nữa bên cạnh để chống lại cuộc tấn công, phần lớn đều bị giết và chỉ có một số ít chạy thoát được.
Sau sự kiện này, hải quân Hy Lạp dưới sử chỉ huy của chính trị gia Themistocles đang chặn hải quân Ba Tư ở Artemisium đã nhận được tin rằng quân đội đã thất thủ tại Thermopylae. Biết rằng phòng tuyến Thermopylae-Artemisium đã vỡ, người Hy Lạp đã quyết định rút lui về Salamis. Quân đội Ba Tư tràn vào Boeotia và cướp phá thành Athens, tuy nhiên cư dân Athens đều đã được di dời đi nơi khác. Hạm đội Hy Lạp đã chuẩn bị cho một chiến thắng quyết định trước hạm đội Ba Tư, và họ đã thực hiện được điểu này trong trận Salamis diễn ra cùng tháng. Sau thất bại, do sợ bị mắc kẹt tại châu Âu, bị đe dọa bởi thiếu lương thực và bệnh tất, Xerxes đã dẫn phần lớn đại quân quay trở lại châu Á, chỉ để Mardonius cùng khoảng 300.000 quân (theo Herodotus) hoặc 70,000–120,000 (thống kê ngày nay) ở lại để chiếm nốt các vùng đất còn lại của Hy Lạp. Tuy nhiên, một năm sau đó, quân đội Ba Tư đã bị đánh bại trong trận Platea (479 TCN), và bắt buộc phải hủy bỏ cuộc xâm lược này.
Cả văn học cổ đại và hiện đại đều thường dùng trận Thermopylae làm ví dụ cho sức mạnh của một đội quân yêu nước, chiến đấu vì dân tộc vì quốc gia. Việc thực hiện cuộc phòng thủ tại Thermopylae là cũng là một ví dụ về cách sử dụng nhân lực hiệu quả, cách vận dụng địa hình hiểm làm chiến trường và đã trở thành một biểu tượng của lòng dũng cảm chống lại nghịch cảnh.

## Sử liệu
Phần lớn các nguồn chủ yếu về cuộc chiến giữa Hy Lạp và Ba Tư đều xuất phát từ các tác phẩm Herodotus. Tuy nhiên, việc ông gọi người Ba Tư là "rợ" đã khiến tác phẩm "Xerxes" của Dennis Abrams xem ông thiên vị quê cha đất tổ Hy Lạp của ông. Nhà sử học Sicilia Diodorus Siculus cũng nhắc đến khá nhiều về cuộc chiến này trong tác phẩm Bibliotheca Historica của ông trong thế kỷ 1 TCN. Tuy nhiên ông cũng đã tham khảo các tác phẩm của Ephorus, một sử gia Hy Lạp thời kỳ trước. Các phẩm này đều có nhiều điểm giống với những tác phẩm của Herodotus. Cuộc chiến tranh Hy Lạp-Ba Tư cũng được mô tả ít chi tiết hơn từ các tác phẩm của một số sử gia khác thời cổ đại bao gồm Plutarch, Ctesias của Cnidus, và được nhắc đến trong nhiều vở kịch khác nhau, tiêu biểu là Persai (Πέρσαι, Những người Ba Tư), một vở kịch của nhà soạn kịch vĩ đại Aeschylus. Nhiều bằng chứng khảo cổ, chẳng hạn như các cột Serpent (nằm trong trường đua Hippodrome, Istanbul, Thổ Nhĩ Kỳ), cũng đã xác nhận nhiều chi tiết cụ thể mà Herodotus đã từng đưa ra trong các tác phẩm của mình.

## Bối cảnh

Thế giới Hy Lạp tại thời điểm diễn ra trận chiến. Xứ Thrace đã bị Ba Tư thâu tóm, và Macedonia cũng trở thành một chư hầu của Ba Tư

Vào năm 551 TCN, vua xứ Ba Tư là Cyrus Đại Đế đánh đổ "thiên triều" của ông là Đế quốc Media. Ông lên ngôi Hoàng đế của Ba Tư và Media, khởi lập Đế quốc Ba Tư. Với công cuộc bành trướng của mình, ông chinh phạt các Đế quốc giàu có và hùng mạnh như Lydia và Babylon, đưa Đế quốc Ba Tư trở thành đế quốc rộng lớn nhất thế giới thời đó. Sau khi kinh đô Sardis của xứ Lydia thất thủ vào năm 547 TCN, các thành bang Hy Lạp lân cận cũng đầu hàng vị "Vua của các vị vua". "Vua của các vị vua" Cambyses II lên nối ngôi vào năm 530 TCN, ông hoàn tất công cuộc bành trướng của vua cha, tiến hành chinh phạt xứ Ai Cập. Lúc vua Darius I lên ngôi "Vua của các vị vua" vào năm 522 TCN, ông thừa hưởng một Đế quốc vô cùng rộng lớn, trong đó có "toàn bộ châu Á".
"Vua của các vị vua" Darius I tích cực củng cố và xây dựng đất nước, tiến hành những cải cách lớn lao. Ông cũng tiếp tục công cuộc mờ mang bờ cõi và gặt hái nhiều chiến công hiển hách, dẹp tan các cuộc nổi dậy ở xứ Media và xứ Babylon. Sau những năm tháng chinh phạt của Đế quốc Ba Tư, đang trong thời kỳ thái bình thịnh trị thì ông hay tin dữ. Nhân dân Ionia nổi dậy chống lại sự thống trị của ông, lúc đó là cuối triều đại lâu dài và thành công của ông. Được sự hỗ trợ của thành bang Athena, tỉnh Lydia. Nhận biết được cuộc nổi dậy này sẽ ảnh hướng đến đế chế của mình, Darius lên kế hoạch trừng phạt những người tham gia hoặc có đóng góp chút ít vào cuộc khởi nghĩa này. Darius cũng nhận thấy cơ hội để bành trướng đế chế của mình vào thế giới Hy Lạp cổ đại ngang bướng. Một chuyến thám hiểm vào sâu đất Hy Lạp dưới sự chỉ huy của Mardonius năm 492 TCN để dò la các ý định của Hy Lạp trong ý đồ tái chinh phục Thrace, và buộc Macedonia để trở thành một vương quốc chư hầu của Ba Tư.
Darius đã cho gửi sứ giả đến tất cả các thành bang Hy Lạp vào năm 491 TCN yêu cầu họ dâng một món quà "rất đặc biệt", 'đất và nước'. Đã có một cuộc biểu tình vào cuối năm trước, phần lớn các thành bang Hy Lạp đều phải chấp nhận theo yêu cầu. Tuy nhiên, tại Athena, sứ giả Ba Tư đã bị tra khảo và sau đó bị xử tử bằng cách ném vào một cái giếng ở Sparta. Điều này có nghĩa rằng Sparta cũng phải góp phần trong cuộc chiến tranh với Ba Tư.
Phẫn nộ trước hành động khiêu khích này, Darius ra lệnh hai vị tướng Datis và Artaphernes mang theo một đội quân tấn công Naxos trong năm 490 TCN, trước khi nhận được thư đầu hàng của Cycladic. Đại quân sau đó tiến về phía Eretria và bao vây thành phố. Quân đội Ba Tư đã cướp bóc thành Eretria cách tàn nhẫn. Cuối cùng, đại quân hướng đến Athena, hạ trại tại vịnh Marathon, tại nơi nó quân Ba Tư phải đối mặt với một đội quân người Athena đông hơn rất nhiều. Trong trận đánh tại Marathon, người dân Athena đã giành một chiến thắng quyết định, bắt buộc quân Ba Tư phải rút lui về châu Á.
Sau đại bại, Darius bắt đầu tập hợp một đội quân mới mà ông dự định dùng họ để chinh phục hoàn toàn đất Hy Lạp. Tuy nhiên sự việc diễn ra không được như mong muốn, năm 486 TCN, nhân dân Ai Cập đứng lên phất cờ khởi nghĩa, điều này khiến Darius phải gạt ý đồ tái xâm lước Hy Lạp sang một bên. Nhưng Darius đã đột ngột qua đời trong khi chuẩn bị tiến vào Ai Cập, và ngai vàng Ba Tư được truyền cho con trai của ông là Xerxes I. Xerxes nghiền nát cuộc nổi dậy tại Ai Cập, và rất nhanh chóng chuẩn bị cho cuộc xâm lược của Hy Lạp lần thứ hai. Và đây sẽ là một cuộc xâm lược quy mô đầy đủ, nó đòi hỏi kế hoạch lâu dài, và đi song song là chế độ cưỡng bách tòng quân. Xerxes đã quyết định rằng Hellespont sẽ là cầu nối cho phép quân đội của mình tiến đến châu Âu, và một kênh đào được đào qua eo núi Athos (một hạm đội Ba Tư đã bị phá hủy tại đây năm 492 TCN). Những điều này đều thể hiện tham vọng rất lớn của Xerxes I, nó vượt quá bất kỳ các quốc gia đương thời khác. Đầu năm 480 TCN, các chế phẩm đã hoàn tất, và quân đội Xerxes đã tập trung tại Sardis để chuận bị cuộc hành quân hướng tới châu Âu, bằng cách đi trên hai cầu phao tại Hellespont.

## Dạo đầu

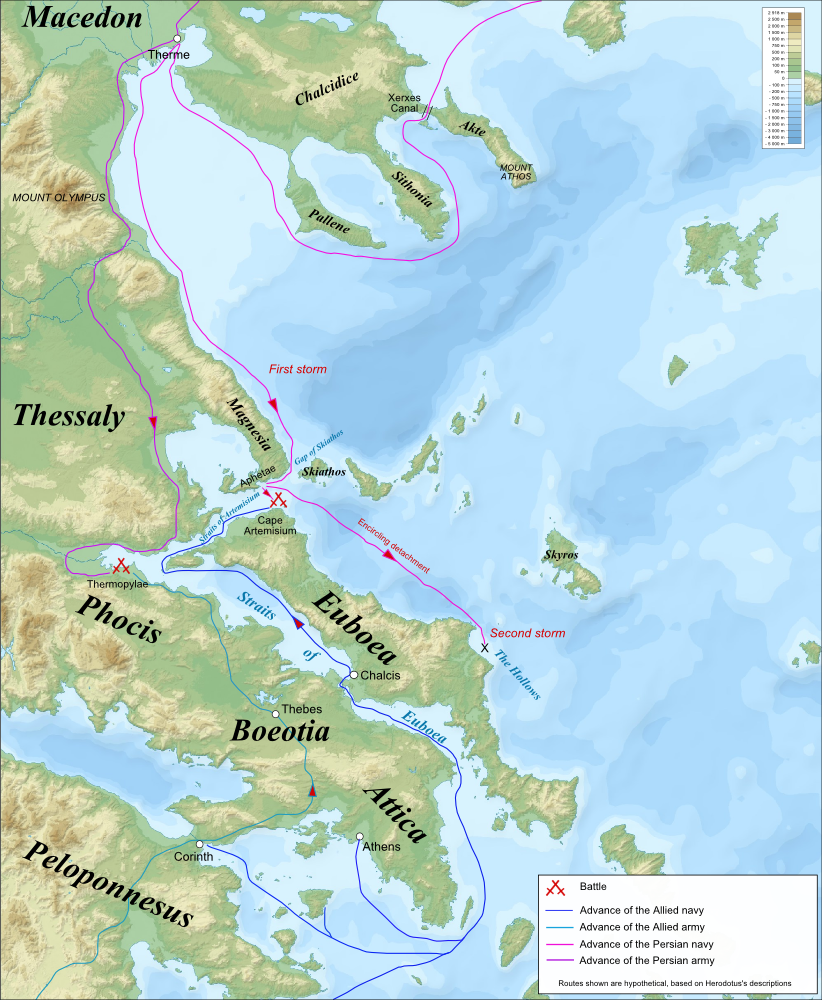
Bản đồ cho thấy cuộc hành quân của hai phía đến Thermopylae và Artemisium.

Quân Ba Tư dường như đã vượt qua Thrace và Macedonia. Tin tức về quân Ba Tư được một điệp viên Hy Lạp thông báo trong tháng tám. Ở thời điểm này trong năm tại Sparta, người lãnh đạo de facto (trên thực tế) của liên minh đang tham gia vào lễ hội Carneia. Theo phong tục Sparta, trong lễ hội Carneia không ai được phép xuất quân. Cũng vì luật này, mà người Sparta đã không tham gia vào trận đánh tại trận Marathon (490 TCN) vì đến muộn. Và đây cũng là thời điểm Đại hội Olympic diễn ra, và trong thời gian này tất cả các quốc gia kể cả đang giao chiến với nhau cũng phải đình chiến, và nếu phạm luật thì điều này có nghĩa là phạm thánh. Mặc dụ chiến sự cấp bách, nhưng phần lớn các chính trị gia đều ngăn cản không cho đức vua Leonidas I đem đại quân đi. Vì thế Leonidas chỉ cùng 300 cận vệ Hippeis-tất cả những gì ông được phép mang theo bên mình. Cùng với đó là một số lượng lớn hơn quân tiếp viện, bao gồm 1.000 quân Phocea, được lấy từ Lacedaemon (bao gồm khá nhiều heílotes). Trong cuộc hành quân này, cố gắng duy nhất là thu thập càng nhiều lính người Hy Lạp khác trên đường đi càng tốt, và điều lớn hơn nữa là sự tham gia của đại quân Sparta.
"Leonidas dẫn theo 300 quân đội chính quy tinh nhuệ, để tầm nhìn của họ có thể khuyến khích quân đội miền Nam, giúp chúng dám đấu tranh và ngăn chúng đầu hàng. Ngoài ra, lực lượng tổng cộng trong trận này của Đại Hy Lạp vào khoảng 4 tới 5 ngàn quân. Đội quân này phải chiến đấu với số lượng khổng lồ chiến binh có vũ trang của quân Ba Tư.
—Herodotus

Trong truyến thuyết về Thermopylae được Herodotus nhắc đến, vào đầu năm, những người đứng đầu Sparta đã đến gặp những nhà tiên tri ở một ngôi đền tại Delphi. Những nhà tiên tri đã đưa ra một lời sấm rằng:
Tự quyết định số phận mình, tập hợp người dân Sparta ở khắp mọi nơi,

Hoặc thành phố nổi tiếng tuyệt với của các ngươi sẽ bị chôn vùi bởi những người con Perseus

Hoặc, nếu có được không, toàn bộ đất Lacedaemon

Phải thương tiếc cái chết của một vị vua của nhà Heracles,

Mặc dù sức mạng của những con sư tử hay bò cũng không giữ được chân ông

Sức chống sức; chỉ dành cho người có sức mạnh của thần Zeus

Chẳng ai biết được một trong hai có sức mạnh này.

Herodotus đã nhắc về Leoniadas, khi nghe lời sấm, ông đã tin rằng mình sẽ chết vì không đủ lực lượng để giành được một chiến thắng, và ông đã quyết định truyền ngôi cho con trai của mình.
Quân đội Sparta được tăng cường trên đường đi bởi các đội quân từ nhiều thành bang khác nhau gia nhập và con số này đạt đến 7000 (xem phía dưới) khi họ đặt chân đến Thermopylae. Leonidas cho quân cắm trại và phòng thủ tại nơi hẹp nhất của hẻm Thermopylae. Trước đây, những người dân trong thành phố Phocis đã cho xây dựng một bức tường phòng thủ tại nơi này. Trong thời gian ở đây, Leonidas nhận được tin từ người dân địa phương rằng, có một lối mòn trên núi dẫn đến phía sau và quân Ba Tư hoàn toàn có thể dùng con đường này để đành úp người Sparta với điều kiện họ có biết đến nó hay không. Leonidas đã cho 1.000 quân trú ở trên núi để đề phòng bất trắc.
Cuối cùng giữa tháng tám, người Ba Tư đã tiếp cận đến vịnh Maliac. Việc quân Ba Tư đặt chân đến Thermopylae khiến người Hy Lạp phải tổ chức một cuộc họp hội đồng. Nhiều người Peloponnesus ủng hộ việc rút về eo đất Corinth, lối vào bán đảo Peloponnesus, và chặn đứng quân Ba Tư tại đây. Tuy nhiên những người đến từ Phocis và Locris do ở gần khu vực này đã bất bình và ủng hộ việc phòng thủ tại Thermopylae khiến hai bên xảy ra ẩu đã. Leonidas trấn áp nỗi lo ngại của mọi người bằng cách quyết định phòng thủ tại Thermopylae.
Xerxes đã cho gửi sứ giả đến để đàm phàn với Leonidas. Người Hy Lạp sẽ được sống tự do với danh hiệu "Những người bạn của dân chúng Ba Tư", và hơn thế nữa, họ sẽ được tái định cư trên những vùng đất mà tổ tiên họ từng sở hữu. Khi những điều này bị Leonidas từ chối, sứ giả Ba Tư tiếp tục khuyên ông quỳ gối chịu hàng. Và câu trả lời nổi tiếng trước sứ giả Ba Tư là: "Hãy đến đây mà lấy!" (μολὼν λαβέ). Nhưng một câu nói nổi tiếng hơn lại xuất phát từ một vị tướng của ông. Trước phản ứng của Leonidas, người Ba Tư đe dọa: "Những mũi tên của chúng tao sẽ che khuất ánh mặt trời!". Một vị tướng của Leonidas đáp trả: "Vậy chúng tôi sẽ chiến đấu trong bóng tối!". Lúc mà vị sứ giả quay về cũng là lúc cuộc chiến bắt đầu. Xerxes cố đợi bốn ngày để làm nản lòng quân Hy Lạp, trước khi đem quân đánh họ.

## Lực lượng hai bên

### Ba Tư

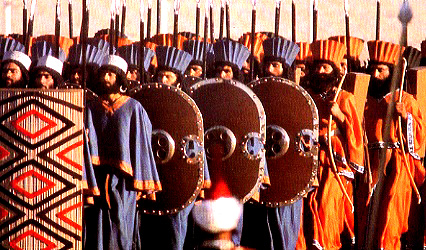
Đội Cấm quân (Bất tử) của Xerxes Đại đế

Số quân mà Xerxes tập hợp để chuẩn bị cho cuộc xâm lược thứ hai vào Hy Lạp là một chủ đề tranh chấp bất tận, bởi vì những con số được đưa ra trong tài liệu cổ thực sự quá lớn. Herodotus ghi chép trong các tác phẩm của mình là đã có 2.600.000 quân lính tham gia vào cuộc chiến, kèm theo số lượng dân phu lao dịch đã tham gia cũng nhiều không kém. Nhà thơ đương thời Simonides, nói rằng có ít nhất 4.000.000 người đã tham chiến; theo nhà sử học Ctesias, 80 vạn là tổng số của binh lính mà Xerxes Đại đế đã mang theo trong cuộc hành quân sang Hy Lạp.
Học giả hiện đại có xu hướng tẩy chay những con số được đưa ra bởi Herodotus và các tài liệu cổ khác vì cho nó là không thực tế, và điều này có thể là một kết quả của việc tính toán sai lầm hay thiên vị kẻ chiến thắng. Theo ước tính hiện đại, quân đội của Xerxes có khoảng 70,000-300,000 người. Những ước tính này thường đến từ nghiên cứu các khả năng hậu cần của người Ba Tư trong thời kỳ đó. Mặc dù dân số toàn đế quốc Ba Tư thời kỳ đó là 50.000.000 người, chiếm 44% toàn thể dân số thế giới thời kỳ đó, nhưng việc huy động được một đội quân như thế không phải là điều dễ dàng. Dù Xerxes lo lắng để đảm bảo một cuộc viễn chinh thành công bằng cách dồn một ưu thế áp đảo về quân số trên cả đường bộ và đường biển thì chưa chắc toàn bộ binh lực Ba Tư chuẩn bị cho cuộc chiến đã có mặt tại Thermopylae. Điều này chưa rõ ràng vì Xerxes cần gì phải đem một đội quân lớn đến thế để đánh vào Hy Lạp, khi ông đã có quân đội đồn trú

### Hy Lạp
| Nhóm                      | Số lượng – Herodotus                            | Số lượng – Diodorus Siculus                               |
| Quân Lacedaemon/ Perioeci | 900?(gồm 300 quân Sparta)                       | 1,000 (gồm 300 quân Sparta)                               |
| Nô lệ thành Sparta        | 900?                                            | –                                                         |
| Quân Mantinea             | 500                                             | 3,000 (nhiều người Peloponnesus khác đã đi theo Leonidas) |
| Quân Tegea                | 500                                             | 3,000 (nhiều người Peloponnesus khác đã đi theo Leonidas) |
| Quân Arcadian Orchomenos  | 120                                             | 3,000 (nhiều người Peloponnesus khác đã đi theo Leonidas) |
| Quân Arcadia              | 1,000                                           | 3,000 (nhiều người Peloponnesus khác đã đi theo Leonidas) |
| Quân Corinth              | 400                                             | 3,000 (nhiều người Peloponnesus khác đã đi theo Leonidas) |
| Quân Phlius               | 200                                             | 3,000 (nhiều người Peloponnesus khác đã đi theo Leonidas) |
| Quân Mycenae              | 80                                              | 3,000 (nhiều người Peloponnesus khác đã đi theo Leonidas) |
| Tổng số quân Peloponnesus | 3,100 hoặc 4,000                                | 4,000 hoặc 4,300                                          |
| Quân Thespiae             | 700                                             | –                                                         |
| Quân Malis                | –                                               | 1,000                                                     |
| Quân Thebes               | 400                                             | 400                                                       |
| Quân Phocis               | 1,000                                           | 1,000                                                     |
| Quân Opuntian Locris      | "Tất cả họ có"                                  | 1,000                                                     |
| Tổng toàn bộ              | 5,200 (hoặc 6,100) tính cả quân Opuntian Locris | 7,400 (hoặc 7,700)                                        |

ghi chú:
- Số lượng người Peloponnesia:

Diodorus cho rằng có 1.000 người Lacedemonia và 3.000 người Peloponnesia khác, với tổng số là 4.000. Herodotus đồng ý với con số này trong một đoạn văn, trích dẫn một câu thơ của Simonides nói rằng đã có 4.000 người Peloponnesia. Tuy nhiên, ở những nơi khác, trong đoạn văn tóm tắt trong bảng trên, Herodotus đã kể ra 3.100 người Peloponnesia tại Thermopylae trước khi trận chiến bắt đầu

### Trích dẫn
1. ↑  Lemprière, tr. 10
2. ↑  Greswell, tr. 374
3. ↑  Herodotus VII, 186
4. ↑  Ctesias, Persica Lưu trữ ngày 11 tháng 1 năm 2012 tại Wayback Machine (từ Photius' Epitome)
5. ↑  Herodotus VIII, 25
6. ↑  Herodotus VIII, 24
7. ↑  Diodorus XI, 28–34,
8. ↑  Note to Herodotus IX, 81
9. ↑  Samuel Willard Crompton, Cyrus the Great, trang 101
10. ↑  J. Poolos, Darius the Great, trang 24
11. ↑  Samuel Willard Crompton, Cyrus the Great, trang 35
12. ↑  Samuel Willard Crompton, Cyrus the Great, trang 53
13. ↑  Samuel Willard Crompton, Cyrus the Great, trang 102
14. ↑  J. Poolos, Darius the Great, trang 28
15. ↑  Samuel Willard Crompton, Alexander the Great, trang 31
16. ↑  J. Poolos, Darius the Great, trang 32
17. ↑  Dennis Abrams, Xerxes, trang 27
18. ↑  Samuel Willard Crompton, Cyrus the Great, trang 89
19. ↑  J. Poolos, Darius the Great, trang 37
20. ↑  Samuel Willard Crompton, Alexander the Great, trang 32
21. ↑  Herodotus V, 105
22. 1 2  Holland, 171–178
23. 1 2 3  Holland, các trang. 178–179
24. ↑  Herodotus VII, 133
25. ↑  Herodotus VI, 101
26. ↑  Herodotus VI, 113
27. ↑  Holland, trang. 203
28. ↑  Holland, các trang. 206–206
29. 1 2  Holland, các trang. 208–211
30. 1 2  Holland, các trang. 213–214
31. ↑  VII, 35
32. ↑  Holland, các trang. 255–256
33. 1 2  Herodotus VII, 206
34. 1 2 3  Holland, các trang. 258–259.
35. 1 2  Herodotus VII, 207
36. ↑  Được dịch bởi Rawlinson từ tác phẩm của Herodotus VII, 242 Lưu trữ ngày 13 tháng 3 năm 2007 tại Wayback Machine
37. ↑  Herodotus VII, 205
38. ↑  Herodotus VIII, 201
39. ↑  Holland, các trang. 262–264
40. ↑  Holland,các trang. 270–271
41. ↑  Padrusch, David (ngày 23 tháng 4 năm 2012). "Legendary Battle at Thermopylae". History Channel DVD. Truy cập ngày 22 tháng 4 năm 2012.
42. ↑  Plutarch, Apophthegmata Laconica,saying 11
43. ↑  Herodotus VII, 210
44. ↑  While estimates for the Achaemenid Empire range from 10–80+ million, most prefer 50 million. Prevas (2009, p. 14) estimates 10 million. Strauss (2004, p. 37) estimates about 20 million. Ward (2009, p. 16) estimates at 20 million. Scheidel (2009, p. 99) estimates 35 million. Daniel (2001, p. 41) estimates at 50 million. Meyer and Andreades (2004, p. 58[liên kết hỏng]) estimates to 50 million. Jones (2004, p. 8[liên kết hỏng]) estimates over 50 million. Richard (2008, p. 34) estimates nearly 70 million. Hanson (2001, p. 32) estimates almost 75 million. Cowley (1999 and 2001, p. 17) estimates possibly 80 million.
45. ↑  See http://www.census.gov/population/international/data/idb/worldhis.php
46. 1 2  Macan, note to Herodotus VIII, 25
47. ↑  Herodotus VII, 228